# Bibliotheek Zwolle
Bibliotheek Zwolle is een openbare bibliotheek met filialen in de gemeente Zwolle. De centrale bibliotheek is sinds 2017 gevestigd aan de Zeven Alleetjes als onderdeel van cultuurconglomeraat Stadkamer Zwolle. In het gebouw zijn ook 'media- en taaleducatie', 'cultuureducatie' en 'amateurkunst' ondergebracht.

## Geschiedenis
De 'Zwolse leeszaal en Volksbibliotheek' werd rond 1800 gesticht door het Zwolse departement van de Maatschappij tot Nut van 't Algemeen. De openbare bibliotheek werd in 1916 geopend in de Kamperstraat 21. In 1958 was het de eerste openbare bibliotheek die grammofoonplaten uitleende. De centrale vestiging verhuisde in 1986 naar het voormalige Overijsselse provinciehuis aan de Diezerstraat. Dit monumentale pand werd in 2015 door de gemeente verkocht waarna de bibliotheek tijdelijk in het stadhuis van Zwolle onderdak vond. In 2017 ging de bibliotheek samen met andere culturele activiteiten verder als Stadkamer Zwolle in het voormalige gebouw van de gemeentelijke geneeskundige dienst. In 2018 werd ze uitgeroepen tot 'Beste Bibliotheek van Nederland 2018'.

## Filialen
De openbare bibliotheek van Zwolle telt naast de centrale bibliotheek drie vestigingen:
- AA-landen in de wijk Aa-landen aan de Dobbe;
- Stadshagen in de wijk Stadshagen aan de Werkerlaan;
- Zwolle-Zuid in de wijk Zwolle-Zuid aan de Van der Capellenstraat.